# Adolf Edvard Arppe

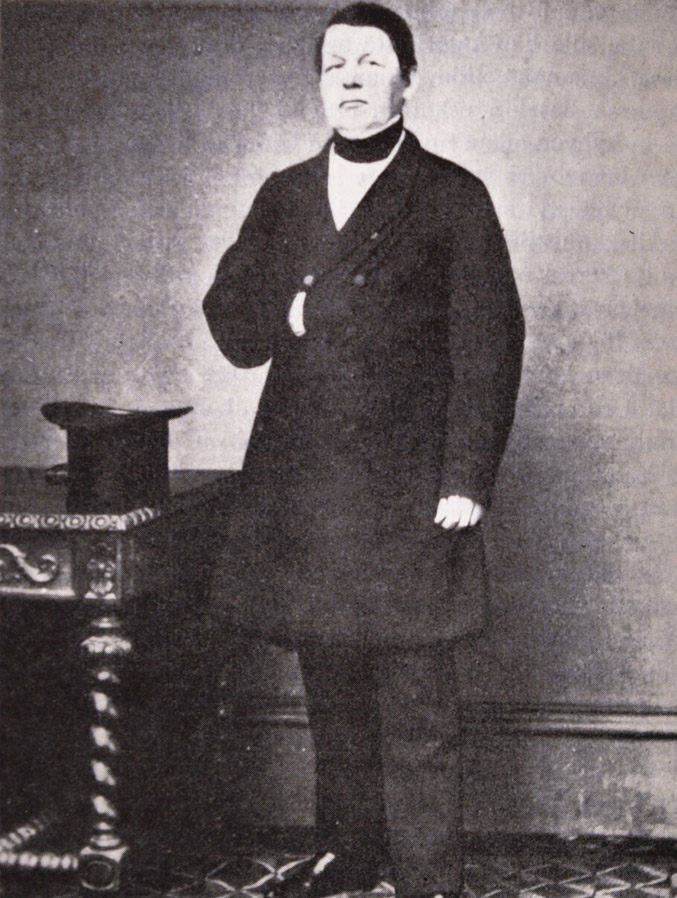
Adolf Arppe

Adolf Edvard Arppe (* 9. Juni 1818  in Rides bei Kitee, Karelien; † 14. April 1894 in Helsinki) war ein finnischer  Chemiker (Organische Chemie, Mineralogie) und Senator.

## Leben
Arppe war der Sohn eines Anwalts und studierte von 1833 bis 1841 Chemie und Physik in Helsinki, war ein Jahr in Stockholm und wurde 1843 in Helsinki promoviert.  1844 bis 1847 war er an verschiedenen Universitäten im europäischen Ausland, unter anderem in Göttingen bei Friedrich Wöhler, in Berlin bei Eilhard Mitscherlich und in Gießen bei Justus von Liebig. Nach der Rückkehr wurde er Professor für Chemie in Helsinki, trat aber 1870 zurück um andere öffentliche Ämter wahrzunehmen. Er war ab 1863 im Landtag, wobei er allerdings durch sein Eintreten für Zensur der Presse unpopulär war, hatte ab 1885 die Aufsicht über die Industrie und war ab 1890 Senator zuständig für Industrie und Handel. Er war auch 1858 bis 1869 Rektor der Universität.
1856 wurde er in die Deutsche Akademie der Naturforscher Leopoldina aufgenommen. Sein akademischer Beiname lautete Gahn.
1863 wurde er geadelt. Sein Bruder war der Industrielle (Sägewerke, Papier, Eisenhütten) Nils Ludvig Arppe (1803–1861).
In der organischen Chemie befasste er sich unter anderem als einer der ersten Chemiker mit isomeren zweifach substituierten Benzolen (z. B. Dinitrobenzol) und Oxidationsprodukten höhere organische Säuren (Fette), wobei er erkannte, dass dabei aus ungesättigten Verbindungen gesättigte entstanden.
Er analysierte auch viele in Finnland vorkommende Minerale (an der Universität lehrte er auch Mineralogie) und einen Meteoriten.